# Discoderus papagonis
Discoderus papagonis är en skalbaggsart som beskrevs av Thomas Casey. Discoderus papagonis ingår i släktet Discoderus och familjen jordlöpare. Inga underarter finns listade i Catalogue of Life.